# Aeróbic digital
El aeróbic digital, conocido también como “Machine Dance”, es un tipo de ejercicio físico eficaz que se realiza al son de la música, sobre unas plataformas de baile y siguiendo las indicaciones de un programa informático. 
Se considera una mezcla entre el step, el aeróbic y los videojuegos y al igual que éstos, se realiza generalmente con música disco, aunque admite cualquier música preparada para funcionar en el sistema. Ofrece la posibilidad de ser combinado con cualquiera de las modalidades de aeróbic y step, por lo que comprende un ejercicio variado y completo, pudiendo alternar entre los distintos estilos o combinarlos simultáneamente (siguiendo las flechas de la pantalla al tiempo que se realizan otros ejercicios aeróbicos). 
Además de aumentar la energía, se entrena la fuerza, la flexibilidad, el equilibrio y especialmente la coordinación, esta última tanto física como mentalmente debido a la atención que requiere la traducción de elementos gráficos en movimientos corporales. El ritmo de las sesiones de aeróbic digital varía en función de la edad del público que lo practica y el estilo de baile que se desee realizar. Las canciones utilizadas en cada sesión marcan la intensidad en cada momento de la clase. 
Este deporte está muy extendido en Japón y está creciendo notablemente en EE. UU. y Europa, siendo un deporte practicado tanto por mujeres como hombres. Sin embargo, no es un ejercicio nuevo, sino el resultado de implantar el movimiento internacional conocido como Machine Dance en el ámbito del deporte. En otros países, a diferencia de España, se mantiene la terminología machine dance en todas sus modalidades. El primer sistema de aeróbic digital de España ha sido estrenado en Burgos.
El aeróbic digital, al igual que el aeróbic, se practica:
1. para mejorar el aspecto físico.
2. para quemar calorías extra.
3. para moldear el cuerpo.
4. para mejorar el bienestar psíquico.
5. para mantenerse en forma.
6. para divertirse, expansionarse y crear amistades.
7. para regular la actividad cardiaca.
8. para potenciar capacidades mentales.
9. para favorecer la coordinación y el equilibrio.

## Modalidades
Dependiendo de la modalidad de entrenamiento, el aerobic digital busca dos objetivos: 
- Estilo estándar (Stepper): Mejorar las capacidades físicas, aumentando el ritmo y velocidad de los bailes.
- Estilo libre (Freestyle): Preparar ejercicios aeróbicos y coreografías, mezclando el sistema con bailes de otras escuelas, como Rap, Baile Moderno, u otro.

## Beneficios destacados
- Mejora de la psicomotricidad: sentido del equilibrio, visión espacial y agudeza visual.
- Aumento de la resistencia física.
- Fomenta el afán de superación.

## Sistema multijugador
El aeróbic digital se ha estado practicando a modo de videojuego durante años. Sin embargo, en 2007 aparecieron los primeros sistemas preparados para realizar el ejercicio en el ámbito del deporte. 
El último sistema disponible posee las siguientes características:
- Diseño adecuado a gimnasios, centros de fitness y colegios.
- Hasta 32 jugadores bailando simultáneamente.
- Posibilidad de tener dos sistemas a la vez sin interferencias
- Posibilidad de creación y edición de tablas de entrenamiento, del mismo modo que cualquier otro sistema o máquina preparada para fitness.

## Implantación en colegios
Las máquinas de bailar se están implantando no sólo en gimnasios con fines deportivos, sino también en colegios, en donde ya se han realizado varios estudios y se han comprobado una gran cantidad de efectos positivos de este ejercicio sobre niños y jóvenes. Podemos destacar en este aspecto el estudio realizado en los colegios de Virginia, en Estados Unidos, o en Noruega. De ambos estudios, se puede extraer entre otras, la siguiente conclusión, citada en el propio informe de Noruega: 
El fisioterapeuta subrayó los beneficios en la salud que han venido a través del aeróbic digital a través de la mejorada condición física, desarrollo de las estructuras de los huesos, coordinación y no menos, el juego en sí, felicidad, y motivación a realizar actividad física en los propios términos de los jóvenes [Tor Wilhelmsen, Vear Primary School, Principal, Sección Evaluación].

## En España
A lo largo del país se realizan torneos a todos los niveles: locales, nacionales e internacionales, principalmente en Madrid, Barcelona, Alicante y Zaragoza, con una periodicidad mensual o bimensual, cuando son de carácter local, y uno o dos torneos nacionales cada año. Más aún, España ya entró a participar en el primer campeonato internacional de Machine Dance, compitiendo con países tanto de fuera como de dentro de Europa. Estos torneos internacionales son de carácter anual.